# Huis Ordos
Het huis Ordos is een van de drie belangrijke 'huizen' (adellijke geslachten) die voorkomen in computerspellen gebaseerd op het sciencefictionboek Duin van Frank Herbert. Het huis komt niet voor in het boek zelf, in tegenstelling tot de twee andere huizen in de spellen, Atreides en Harkonnen, die centraal staan in het boek.
Het huis Ordos komt voor het eerst voor in Dune II en wordt neergezet als een kille en meedogenloze, uitsluitend op winst beluste factie, naast de 'rechtvaardige' Atreides en de 'kwaadaardige' Harkonnen. Het huis komt ook voor in Dune 2000 (1998) en Emperor: Battle for Dune (2001).